# Gladys Tejeda
Gladys Lucy Tejeda Pucuhuaranga (Junín, 30 de septiembre de 1985) es una atleta olímpica peruana, que representa al Perú desde los 24 años en atletismo, en Maratón. En su primera competición, el Campeonato Sudamericano de Atletismo Sub-23 de 2010, logró conseguir la medalla de plata. Después participó en el Mundial de China, en el que quedó en el puesto 21, y en la Maratón Internacional de Seúl 2011, quedando en cuarto puesto y logrando su clasificación a Los Juegos Olímpicos de Londres 2012. Para noviembre de ese mismo año participó en los Juegos Panamericanos de Guadalajara 2011, obteniendo la medalla de bronce. Finalmente, ha participado de las dos últimas ediciones de los Juegos Panamericanos Toronto 2015 y Juegos Panamericanos Lima 2019, obteniendo la medalla dorada en esta última.
En 2022, consiguió el oro en la media maratón de los Juegos Bolivarianos Valledupar.

## Biografía
Gladys Tejeda nació el 30 de septiembre de 1985 en la provincia de Junín, en las cercanías del lago Chinchaycocha. Sus padres son Marcelina Pucuhuaranga y Alejandro Tejeda Caso. Es la menor de 9 hermanos. Gladys y sus hermanos siempre han ayudado a la crianza de animales y cultivo de frutas y verduras que había en su hogar, por lo que su alimentación se ha basado principalmente en esos productos.
De niña, Gladys destacaba en diferentes deportes tales como en fútbol, básquet, natación y atletismo. .Cuando su padre se iba a trabajar y montaba su caballo, ella corría al costado. Una de sus primeras competiciones fue a los 11 años, una carrera de 7 kilómetros en Junín, en la que la municipalidad daba, además, un pequeño incentivo económico. Otra competición recordada por Gladys, es aquella en la que quedó en segundo lugar cuando tenía 14 años. Esta carrera representó un gran logro para ella debido a que no contaba con la indumentaria adecuada pudo tener un excelente resultado.  Sin embargo, a pesar de practicar el deporte desde pequeña recién a los 24 años participó de su primera competencia oficial.
Al terminar el colegio, estudió la carrera de educación y se graduó como profesora de Humanidades y Ciencias Sociales en la Universidad Nacional Mayor de San Marcos. Terminó en 2007, año en el que su padre falleció. Esta época fue especialmente difícil para Gladys, quien contempló la posibilidad de dejar el atletismo, sin embargo, su madre le alentó a continuar. Paralelamente, logró su grado de bachiller en noviembre de 2013.
En marzo de 2009, fue reclutada por el Instituto Peruano del Deporte tras ser observada en una competencia en su natal Junín. Para luego convertirse en una de las principales maratonistas y representantes del Perú, logrando excelentes resultados en sus competencias.
Gladys Tejeda ha participado en Juegos Bolivarianos, Sudamericanos, Mundiales, Juegos Panamericanos Toronto 2015 y Lima 2019 y representó al país en cuatro Juegos Olímpicos, Londres 2012, Río 2016, Tokio 2020 y París 2024
En 2012, fue nombrada con el título honorífico de Hija Predilecta de la provincia de Junín. Ese mismo año, en el Día de la Madre, la empresa estadounidense Procter & Gamble, dentro de la campaña publicitaria “Criando a un atleta olímpico”, presentó un documental inspirado en la vida de la atleta peruana donde se le hace un reconocimiento a Marcelina Pucuhuaranga, su madre.

## Trayectoria
Gladys destacó en varios deportes cuando era apenas una niña. Sin embargo, correr a casa o acompañar a su padre en el trabajo, hicieron que se dedique al atletismo. Es así que desde muy pequeña participa en competencias escolares o actividades deportivas, también, mientras que su padre montaba a caballo, ella disfrutaba de correr al costado e intentar ganarle.
Tejeda participa en competencias oficiales desde los 22 años, logrando muy buenos resultados a nivel nacional e internacional. Actualmente, Gladys vive en el Valle del Mantaro donde se prepara también para cada una de sus competencias.
Gladys Tejeda, participó del Sudamericano de media maratón en Colombia en el año 2010 en el que obtuvo la medalla de plata. Esto, la llevó a participar del Mundial de China 2011, donde se quedó con el puesto 21.
En 2011 quedó 4° en la Maratón Internacional de Seúl, Corea del Sur, en la que consiguió una marca “A” con un tiempo de 2h.32.32, lo que le permitió asegurar su clasificación a los Juegos Olímpicos de Londres 2012. Ese mismo año, participó de los Juegos Panamericanos Guadalajara 2011, donde pudo ubicarse en el podio con la medalla de bronce. Por otro lado, en Los Juegos Olímpicos de Londres 2012, Gladys obtuvo el puesto 43° con un tiempo de 2h.32.07 en la maratón femenina.
La atleta peruana también, participó en los Juegos Bolivarianos de 2013, los cuales fueron realizados en la ciudad de Trujillo, donde consiguió la medalla de oro en media maratón con una marca de 1h.12.53. Asimismo, en el mundial de media maratón de Copenhague 2014, realizó un tiempo de 1:11:24, lo que la posicionó como la mejor marca latinoamericana de la competencia.
La maratonista, estuvo presente en los Juegos Panamericanos de Toronto 2015, donde se quedó con la presea dorada. Sin embargo, la ODEPA terminó retirándole dicho reconocimiento y también fue suspendida, ya que dio positivo en la prueba de antidopaje. Luego de cumplir con el tiempo de suspensión, Gladys consiguió el récord sudamericano en el mundial de media maratón de Cardiff con una marca de 1:10:14. También, logró quedarse con el puesto 15° en la maratón femenina durante los Juegos Olímpicos de Río 2016, siendo la mejor latinoamericana en la prueba.
La atleta peruana logró reivindicarse luego de Toronto 2015 y obtuvo el oro en Los Juegos Panamericanos de Lima 2019, con un tiempo de 2:30:55, batiendo el récord nacional impuesto por ella misma y el récord panamericano en esta modalidad.
En el año 2021, Gladys participó en los Juegos Olímpicos Tokio 2020, donde logró el puesto 27, con 2 horas 34 minutos y 21 segundos. Con ese tiempo, Gladys obtuvo el mejor puesto de América Latina.
El 20 de febrero de 2022, se disputó la Maratón de Sevilla, donde Gladys logró el puesto 9° de la clasificación general, con un tiempo de 2 horas, 25 minutos y 57 segundos. Con este tiempo, Gladys estableció un nuevo récord sudamericano en Maratón. Superando a Inés Melchor quien tenía el récord sudamericano desde 2014, donde culminó en un tiempo de 2 horas, 26 minutos y 48 segundos.
En el año 2024, Gladys participó en los Juegos Olímpicos París 2024, donde logró el puesto 56, con 2 horas 35 minutos y 36 segundos.

## Palmarés
| Año  | Competición                              | Sede             | Puesto | Modalidad         | Tiempo/puntaje | Notas                                 | Ref.   |
| ---- | ---------------------------------------- | ---------------- | ------ | ----------------- | -------------- | ------------------------------------- | ------ |
| 2010 | Campeonato Sudamericano de Media Maratón | Lima             | 2º     | Media maratón     | 1:13:53        |                                       |        |
| 2010 | Campeonato Mundial de Media Maratón      | Nanning          | 21º    | Media maratón     | 1:13:46        |                                       |        |
| 2011 | XVI Juegos Panamericanos                 | Guadalajara      | 3º     | Maratón           | 2:42:09        |                                       |        |
| 2012 | Juegos Olímpicos de Londres 2012         | Londres          | 43.º   | Maratón           | 2:32:07        |                                       |        |
| 2013 | Campeonato Sudamericano de Atletismo     | Cartagena        | 2º     | 5000 m            | 16:19.39       |                                       |        |
| 2013 | XVII Juegos Bolivarianos                 | Trujillo         | 1º     | Media maratón     | 1:12:53        |                                       |        |
| 2014 | Campeonato Mundial de Media Maratón      | Copenhague       | 26º    | Media maratón     | 1:11:24        |                                       |        |
| 2015 | Juegos Panamericanos de 2015             | Toronto          | DQ.    | Maratón           |                | Descalificada por dopaje              | [ 11 ] |
| 2015 | Copa Panamericana de Cross Country       | Barranquilla     | 1º     | 7000 m            | 21:18          |                                       |        |
| 2015 | Copa Panamericana de Cross Country       | Barranquilla     | 3º     | Equipo - 7 km     | 51 pts         |                                       |        |
| 2015 | Campeonato Mundial de Campo a Través     | Guiyang          | 21º    | 8 km              | 28:22          |                                       |        |
| 2015 | Campeonato Mundial de Campo a Través     | Guiyang          | 8º     | Equipo            | 156 pts        |                                       |        |
| 2015 | Maratón de Róterdam                      | Róterdam         | 2°     | Maratón           | 2:28:12        |                                       |        |
| 2016 | Campeonato Mundial de Media Maratón      | Cardiff          | 9º     | Media maratón     | 1:10:14        |                                       |        |
| 2016 | Juegos Olímpicos de Río 2016             | Rio de Janeiro   | 15º    | Maratón           | 2:29:55        |                                       |        |
| 2017 | Media Maratón Cobán                      | Cobán            | 1º     | Media maratón     | 1:14:06        |                                       | [ 12 ] |
| 2017 | Maratón de México                        | Ciudad de México | 1º     | Maratón           | 2:36:16        |                                       | [ 12 ] |
| 2018 | Juegos Suramericanos de 2018             | Cochabamba       | 2º     | 10000 m           |                |                                       |        |
| 2018 | Maratón de Osaka                         | Osaka            | 7°     |                   |                |                                       |        |
| 2019 | Juegos Panamericanos 2019                | Lima             | 1º     | Maratón           | 2:30:55        | Plusmarca de los Juegos Panamericanos | [ 13 ] |
| 2020 | Maratón de Sevilla                       | Sevilla          | 6°     | Maratón           | 2:27:07        |                                       |        |
| 2021 | Juegos Olímpicos de Tokio 2020           | Tokio            | 27°    | Maratón           | 2:34:21        |                                       |        |
| 2022 | Maratón de Sevilla                       | Sevilla          | 9°     | Maratón           | 2:25:57        |                                       |        |
| 2022 | XIX Juegos Bolivarianos                  | Valledupar       | 1º     | Media maratón     | 1:15:13        |                                       |        |
| 2023 | Juegos Panamericanos 2023                | Santiago         | 3º     | maratón           | 2:30:39        |                                       |        |
| 2024 | Juegos Olímpicos de París 2024           | París            | 56°    | Maratón           | 2:35:36        |                                       |        |
| 2024 | Juegos Bolivarianos de 2024              | Ayacucho         | 2º     | Cross Country 8km | 32:46          |                                       |        |

## Reconocimientos
Nacionales:
- Hija Predilecta de la provincia de Junín - 2012

Internacionales:
- Récord Sudamericano de media maratón
- Récord nacional de media maratón
- Récord panamericano de maratón en Lima 2019
- Récord Sudamericano de maratón

Gladys Tejeda, atleta que recientemente obtuvo la medalla de oro en la maratón de los Juegos Panamericanos de Toronto, iniciará sus estudios universitarios de administración gracias a una beca integral que anoche le fue entregada por la Universidad Continental.
A puertas del inicio de los Juegos Olímpicos de Tokio 2020, realizó una ceremonia de reconocimiento a los deportistas Gladys Tejeda, Alexandra Grande y Lucca Mesina, quienes integran la delegación peruana que representará a nuestro país en el evento olímpico que se desarrollará entre el 23 de julio y el 8 de agosto en la capital japonesa.
En diciembre del 2021, Gladys fue reconocida por la Federación Deportiva Peruana de Atletismo, como la mejor atleta de la categoría mayores damas, de todo el año.
En febrero del 2022, Gladys estableció un nuevo récord Sudamericano, en la maratón de Sevilla, España. Con un tiempo de 2 horas, 25 minutos y 57 segundos.

## Marcas personales
- 5000 metros: 16:00.91 min –  Lima, 15 de junio de 2013.
- 10 000 metros: 33:01.99 min –  Stanford, California, 4 de mayo de 2014.
- Maratón: 2:28:12 min –  Róterdam, 12 de abril de 2015.
- Media maratón: 1:10:14 min –  Cardiff, 26 de marzo de 2016.
- Maratón: 2:30:55 min –  Lima , Juegos Panamericanos 2019.
- Maratón: 2:25:57 min –  Sevilla , 20 de febrero de 2022.